# 隆胸大美鯰
隆胸大美鯰，又稱野大美鯰、護胸鯰，是輻鰭魚綱鯰形目美鯰科的其中一種。

## 分布
本魚分布於南美洲亞馬遜河、奧里諾科河及圭亞那至阿根廷北部的沿海溪流。

## 特徵
本魚體呈圓筒狀，兩排刺狀骨板分布於魚體上，顏色略有差異，通常為紅褐色或藍黑色，並帶有一些更深的斑點。鰭是圓的，淺藍色中帶有深色斑點。雄魚略小，在胸鰭上長有較寬的褐中帶紅前鰭條。體長可達20公分。

## 生態
本魚棲息在淡水溪流底部，性情溫和，屬肉食性，繁殖時由雄魚築氣泡巢，雌魚則在氣泡巢中產卵。

## 經濟利用
為觀賞性魚類。